# Goldsby
La ville américaine de Goldsby est située dans le comté de McClain, dans l’Oklahoma. En 2012, sa population s'élevait à 1 891 habitants.

## Source
- (en) Cet article est partiellement ou en totalité issu de l’article de Wikipédia en anglais intitulé « Goldsby, Oklahoma » (voir la liste des auteurs).